# Rio Moju (vattendrag i Brasilien, lat -1,33, long -51,67)
Rio Moju är ett vattendrag i Brasilien.   Det ligger i delstaten Pará, i den norra delen av landet, 1 700 km norr om huvudstaden Brasília. Rio Moju ligger på ön Ilha Grande de Gurupá.
I omgivningarna runt Rio Moju växer i huvudsak städsegrön lövskog. Runt Rio Moju är det mycket glesbefolkat, med 3 invånare per kvadratkilometer.